# Ira Gershwin
Ira Gershwin, ursprungligen Israel Gershowitz, född 6 december 1896 på Manhattan i New York, död 17 augusti 1983 i Beverly Hills, Los Angeles, Kalifornien, var en amerikansk författare till främst sångtexter, även verksam som kompositör. Han var bror till kompositören George Gershwin.
Han författade texten till sånger som tonsattes av brodern George och gjorde båda berömda, såsom Fascinating Rhythm, Lady Be Good, Someone to Watch Over Me och I've Got Rhythm. Tillsammans med DuBose Heyward skrev han librettot till broderns opera Porgy och Bess. Efter broderns död samarbetade Ira Gershwin med bland andra Jerome Kern, Harold Arlen och Kurt Weill.
Han är begravd på Westchester Hills Cemetery i Hastings-on-Hudson i staten New York i USA.